# Piotr Jacek Pruszcz
Piotr Jacek (Hiacynt) Pruszcz inne nazwisko: Piotr Szczepanowski, (ur. w 1605 w Tucholi, zm. ok. 1668) – autor opisu Krakowa, pisarz dewocyjny.

## Życiorys
O jego życiu niewiele wiadomo. Urodził się w roku 1605 w Tucholi (Prusy Królewskie). Był pedelem Akademii Krakowskiej. Powszechnie znany jako autor najpopularniejszego przez kilka stuleci przewodnika po Krakowie ("Stołecznego miasta Krakowa kościoły i klejnoty..."), faktycznie najprawdopodobniej brał tylko udział w 2. wydaniu tego dzieła (1650).

## Twórczość
- Stołecznego miasta Krakowa kościoły i klejnoty, co w nich jest widzenia godnego i zacnego krótko opisane przez Piotra Pruszcza Sczepan, Kraków 1647, drukarnia F. Cezary; wyd. następne: pt. Klejnoty stołecznego miasta Krakowa..., Kraków 1650, drukarnia F. Cezary (edycja z uzupełnieniami ks. Michała Sieykowskiego, poszerzona prawdopodobnie przez Pruszcza, w 2 odmiennych nakładach: pierwszy bez nazwiska autora, drugi z dodrukowanym nazwiskiem Pruszcz); Kraków 1745; wyd. K. J. Turowski, Kraków 1861, Biblioteka Polska, seria V, zeszyty 42-44, (autorstwo Pruszcza niezupełnie jasne; niewykluczone, że nazwisko Pruszcza dodrukowano później; F. Cezary w dedykacji zdaje się wskazywać na autorstwo własne)
- Forteca duchowna Królestwa Polskiego, Kraków 1662, drukarnia S. Lenczewski, wyd. następne pt. Forteca monarchów i całego Królestwa Polskiego duchowna... powtórnie z additamentami swemi... do druku podana, Kraków 1737; fragm. edycji z 1662 wydana pt. Moneta świętych, błogosławionych i świątobliwie żyjących patronów polskich, Poznań (ok. 1689), drukarnia W. Laktański
- Morze łaski Bożej, Kraków 1662, drukarnia S. Lenczewski, wyd. następne pt. Morze... z Additamentami swemi, Kraków 1740